# William Andre (femkampare)
William Jules "Bill" Andre, född 23 augusti 1931 i Montclair, död 17 oktober 2019, var en amerikansk femkampare.
Andre blev olympisk silvermedaljör i modern femkamp vid sommarspelen 1956 i Melbourne.